# 燭陰

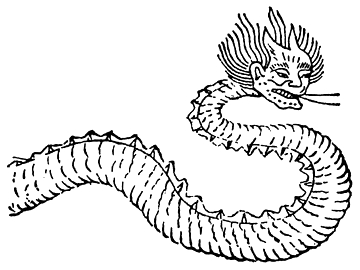
『山海経』より「燭陰」

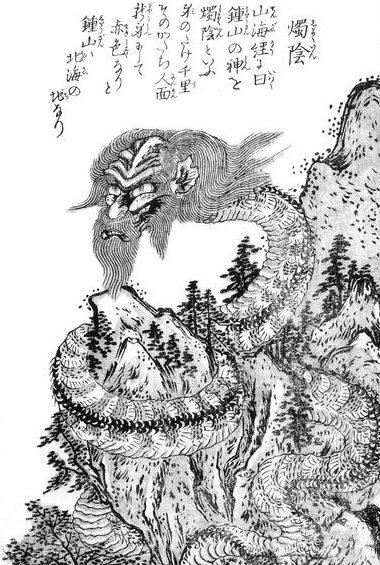
『今昔百鬼拾遺 雲』より「燭陰」

燭陰（しょくいん）は、古代中国の地理書『山海経』の巻17「海外北経」に記載のある、中国の神。

## 概要
北海の鍾山（しょうざん）という山のふもとに住む神で、人間状の顔と赤い蛇のような体を持ち、体長が千里におよぶとされる。
目を開けば昼となり、目を閉じれば夜となる。吹けば冬となり、呼べば夏となる。飲まず食わず息せず、息すれば風となるという。
中国の神話学者・何新は、燭陰の住むという鐘山を大地の最北極と論証し、北極圏以北の夏と冬の昼夜の交代、またはオーロラが神格化されたものが燭陰だとしている。また中国の考古学者・徐明龍は燭陰を、中国神話の神である祝融と同一のものとし、太陽神、火神でもあると述べている。
文献によっては、『山海経』の「大荒北経」にある神・燭竜（しょくりゅう）と同一視され、前述の特徴に加えて燭竜の特徴を取り入れ、章尾山（しょうびさん）に住むもので、目が縦に並んで付いているなどと解説されている。この目の特徴は、原典に「直目正乗」とある記述を解釈したものだが、近年では、目が前に飛び出した様子を表したものとの説もある。
『山海経』は平安時代の日本に伝わっているため、この燭陰も日本に伝わっており、『今昔百鬼拾遺』『怪奇鳥獣図巻』などの妖怪画集にも記載がある。
袁珂は、燭竜は人面竜身の盤古の原型だと考えているが、燭竜自体には天地開闢の神話はなく、唐詩の中には、燭竜は後世では時間の神格化と見なされる可能性があると考えている.